# Петер I (великий герцог Ольденбургу)
Петер I (нім. Peter I. Friedrich Ludwig; 17 січня 1755 — 21 травня 1829) — 1-й великий герцог Ольденбургу в 1823—1829 роках.

## Біографія

### Молоді роки
Походив з династії Гольштейн-Готторпів. Другий син Георга Людвига, принца Гольштейн-Готторпського, та Софії Шарлотти Шлезвіг-Гольштейн-Зондербург-Бекської. Народився 1755 року в Різенбурзі. У 1763 року спочатку помер батько, а потім матір. Зі старшим братом Вільгельмом Августом опинився під опікою родича Фрідріха Августа, князя-єпископа Любеку. Потім опікуншою також стала російська імператриця Катерина II.
1765 року наставником Петера та Вільгельма став Карл Фрідріх фон Штааль. Спочатку 4 роки навчалися в бернському університеті. Потім подорожували північною Італією, 4 роки слухали курси з літератури, міжнародного права та придворних звичаїв в Болонському університеті. В подальшому подорожував Великою Британією та Данією.
1773 року перебирається до Російської імперії. У 1774 року брав участь у завершальних походах війни з Османською імперією, звитяживши в битві при Кагулі. Невдовзі гине його старший брат Вільгельм, тому Петер залишає військову службу.
1776 року повертається до Гольштейн-Готторпу, де обирається коад'ютором князівства-єпископства Любек. 1781 року оженився на представниці Вюртемберзької династії — сестрі російської імператриці Марії Федорівни.

### Регент
У 1785 року під час пологів помирає його дружина. Невдовзі помер герцог ольденбурзький Фрідріх Август, внаслідок чого Петер стає князем-єпископом Любеку. Невдовзі його призначають адміністратором (регентом) при хворому герцозі Ольденбургу Петері Фрідріхові Вільгельмі. Петер переніс резиденцію князя-єпископа Любекського до м.Ольденбург.
Він реорганізував армію, відкрив публічну бібліотеку, першим в Європі влаштував для сирів, вдів моряків, голландських мігрантів ощадну касу (у 1786 році). В подальшому її дія поширилася на інші незаможні верстви Ольденбурзького герцогства. Почав формувати бібліотеку, яка наприкінці його життя нараховувала 55 тисяч томів. 1789 року видав наказ по покращення відправлення судочинства.
У 1790-х роках дотримувався політики нейтралітет стосовно республіканської Франції. Водночас зберігав гарні стосунки з Ганновером, Пруссією та Австрією.
1803 року під час медіатизації зумів здобув для герцогства міста Фехта, Клоппенбург і Вільдесгаузен, а своє князівство-єпископство перетворив на світське князівство Любекське. 1806 року під тиском імператора Наполеона I Бонапарта вимушений був погодитися на вступив Ольденбургу до Рейнського союзу. Разом французи захопили панства Фарел і Кніпгаузен на користь королівства Голландія. Французькі війська перебували в герцогстві до 1807 року, коли було укладено Тильзитський мир між Францією та Росією. Втім адміністратор Ольденбургу вимушений був підписати мирний договір в Фонтенбло, за яким поступався Голландії єфером, Кніпгаузеном і Фарелом.
1810 року Ольденбург було знову окупано французами під виглядом посилення Континентальної блокади проти Великої Британії. Натомість Петеру було запропоновано в якості компенсації Ерфуртське князівство. Проте він відмовився й 1811 року перебрався до Російської імперії.
1812 року розпочав формування російсько-німецького легіону. Втім його формування проводилося важко. Після поразки військ Наполеона I в Німеччині зумів повернутися до Ольденбурзького герцогства.
У 1814 році скасував усі розпорядження французької влади, окрім існування Кабінету міністрів. Того ж року запроваджено Кримінальний кодекс. Було створено Ольденбурзький піхотний полк, який не встиг до завершення кампанії проти Наполеона I.
З огляду на незначну участь Ольденбурга у війнах проти Франції герцогство за рішенням Віденського конгресу 1815 року отримало лише князівство Біркенфельд (поруч з Пфальцом), але спроби приєднати Східну Фризію та Емсланд виявилися невдалими (їх отримав Ганновер). Водночас Ольденбург здобув статус великого герцогства. 1818 року зумів повернути Єфер, Кніпгаузен. 1821 року Ольденбург приєднався до заключного акту Віденського конгресу.

### Великий герцог
1823 року після смерті герцога Петера Фрідріха Вільгельма офіційно перебрав владу в Ольденбурзі, ставши великим герцогом. Втім невдовзі за станом здоров'я фактично передав владу синові Августу.
Помер Петер I 1829 року від інсульту в Вісбадені. Йому спадкував Август I.

## Родина
Дружина — Фредеріка, донька принца Фрідріха II Євгена Вюртемберг-Мемпельгард
Діти:
- Август (1783—1853), 2-й великий герцог Ольденбургу
- Георг (1784—1812), головний директор шляхів сполучення Російської імперії. Засновник російської лінії Ольдленбургів